# Calosoma schayeri
El green carab beetle o saffron beetle (Calosoma schayeri) es una especie de Carabidae originario de Australia.  Como la mayoría de Carabidae,  las larvas son depredadoras. Son muy activas durante la noche cuando se encuentran a la caza de presas lentas como las orugas. Si se coge emite un olor desagradable.